# Territorialprälatur Tefé
Die Territorialprälatur Tefé (lateinisch Praelatura Territorialis Tefensis, portugiesisch Prelazia de Tefé) ist eine in Brasilien gelegene römisch-katholische Territorialprälatur mit Sitz in Tefé im Bundesstaat Amazonas.

## Geschichte
Die Territorialprälatur Tefé wurde am 23. Mai 1910 durch Papst Pius X. aus Gebietsabtretungen des Bistums Amazonas als Apostolische Präfektur Tefé errichtet. Am 22. Mai 1931 gab die Apostolische Präfektur Tefé Teile ihres Territoriums zur Gründung der Territorialprälatur Juruá ab.
Die Apostolische Präfektur Tefé wurde am 11. August 1950 durch Papst Pius XII. mit der Apostolischen Konstitution Quum zur Territorialprälatur erhoben und dem Erzbistum Manaus als Suffragan unterstellt.

## Ordinarien

### Apostolische Präfekten von Tefé
- Miguel Alfredo Barat CSSp, 1910–1946
- Joaquim de Lange CSSp, 1946–1950

### Prälaten von Tefé
- Joaquim de Lange CSSp, 1950–1982
- Mário Clemente Neto CSSp, 1982–2000
- Sérgio Eduardo Castriani CSSp, 2000–2012
- Fernando Barbosa dos Santos CM, 2014–2021, dann Bischof von Palmares
- José Altevir da Silva CSSp, seit 2022